# John McLaughlin (Moderator)
John McLaughlin [dʒɑːn məˈklɑːklɪn] (* 29. März 1927 in Providence, Rhode Island; † 16. August 2016 in Washington, D.C.) war Gastgeber und Produzent der McLaughlin Group, einer wöchentlichen politischen Diskussionsrunde im US-amerikanischen Fernsehen seit 1982.
McLaughlin erhielt zwei Master-Titel am Boston College und einen Doctor of Philosophy an der Columbia University. Vor seiner Karriere als Moderator war er Jesuiten-Priester und arbeitete als Redenschreiber für Richard Nixon. Im Jahr 1970 kandidierte er für Rhode Island für einen Sitz im US-Senat, unterlag jedoch John O. Pastore.
John McLaughlin war von 1975 bis 1992 verheiratet mit Ann McLaughlin Korologos, die 1987 bis 1989 US-Arbeitsministerin war.